# Stelis lumbricosa
Stelis lumbricosa är en orkidéart som beskrevs av O.Duque. Stelis lumbricosa ingår i släktet Stelis och familjen orkidéer. Inga underarter finns listade i Catalogue of Life.